# Tvorchi
Tvorchi (estilizado en mayúsculas) es un dúo de música electrónica ucraniano de Ternópil, formado en 2018 por el productor Andrii Hutsuliak y el vocalista Jimoh Augustus Kehinde (alias Jeffery Kenny). Han lanzado cuatro álbumes de estudio: The Parts (2018), Disco Lights (2019), 13 Waves (2020) y Road (2020). En 2023, fueron seleccionados como representantes de Ucrania en el Festival de la Canción de Eurovisión 2023 con la canción "Heart of Steel".

## Historia

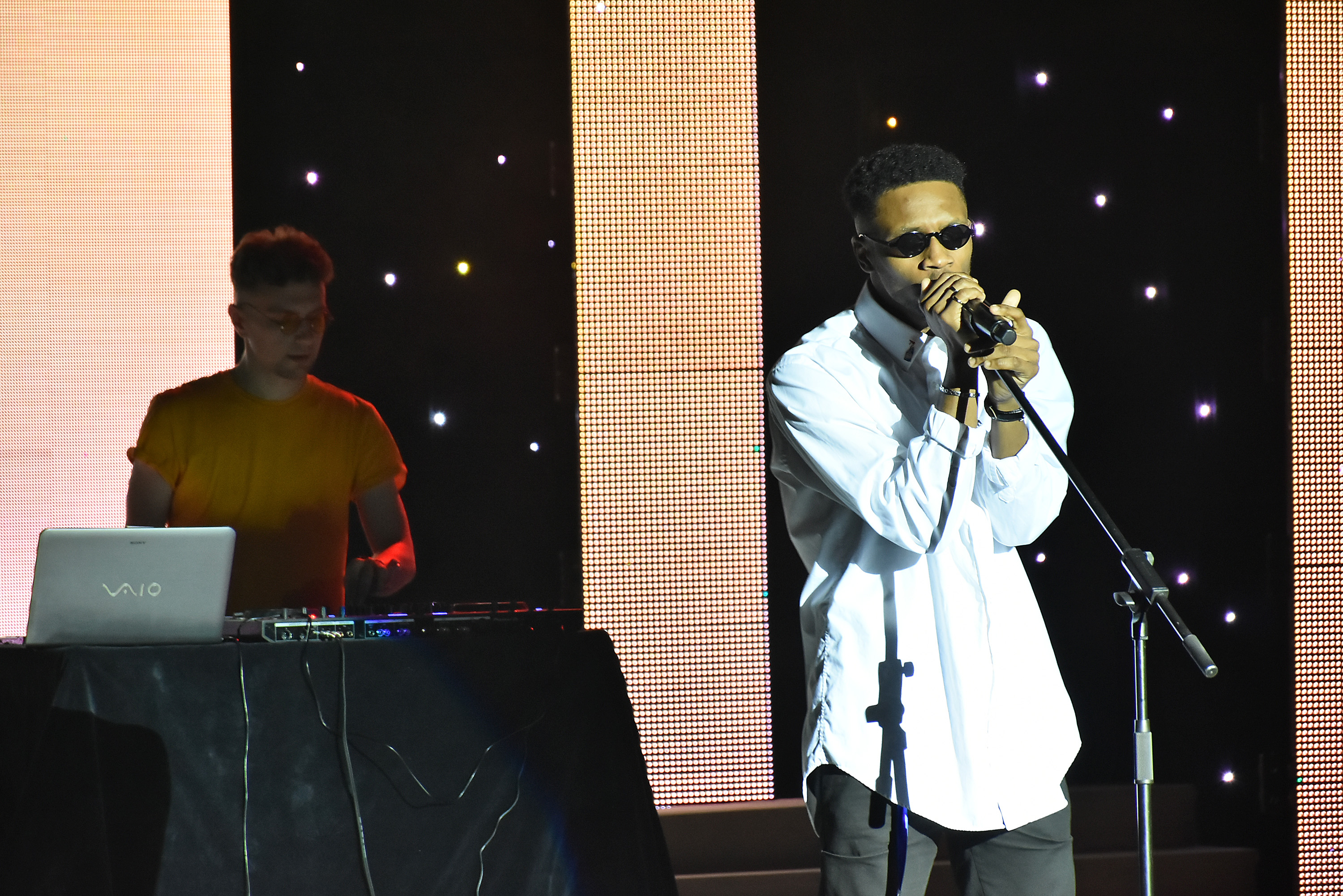
Tvorchi en 2019

Andrii Viktorovych Hutsuliak (en ucraniano: Андрій Вікторович Гуцуляк; Viljovets, Chortkiv, 21 de febrero de 1996) y Jimoh Augustus Kehinde (Nigeria, 30 de septiembre de 1997) se conocieron cuando eran estudiantes en la Facultad de Farmacia de la Universidad Médica Nacional de Ternópil. El 30 de mayo de 2017, el dúo lanzó su primer sencillo, "Slow", mientras que el 4 de septiembre, se lanzó su segundo sencillo "You".
El 2 de febrero de 2018, Tvorchi lanzó su álbum debut, The Parts. El 20 de septiembre de 2018, el dúo lanzó un vídeo de la canción "Molodist". El 14 de febrero de 2019, se lanzó el segundo álbum llamado Disco Lights. El 21 de febrero, el dúo lanzó un video de la canción "Believe". Según el dúo, el presupuesto de filmación fue de $100. En pocos días, el vídeo obtuvo 400.000 visitas en YouTube y la canción ocupó el noveno lugar en las listas de Google Play en Ucrania.
En el verano de ese año, el dúo actuó en los festivales de música Faine Misto (Ternópil), Atlas Weekend (Kiev) y Ukraine Song Project (Leópolis). El 9 de septiembre, el dúo lanzó el sencillo "Ne tantsiuiu". En febrero de 2020, Tvorchi ingresó al Vidbir con la canción "Bonfire", quedando en cuarto lugar en la final.
El vídeo musical de la canción "Mova tila" del segundo álbum de estudio Disco Lights se estrenó el 7 de mayo en el canal de YouTube del dúo y en el programa de televisión M1 Premier. El vídeo, dirigido por Andrii Lahutin, fue filmado en el otoño de 2019 en Kiev. El 25 de septiembre de 2020, se lanzó el video musical del sencillo principal del álbum 13 Waves, "Living My Life".
En septiembre de 2020, Tvorchi lanzó su tercer álbum, 13 Waves, que fue grabado de forma remota debido a la pandemia de COVID-19. El álbum se reprodujo más de dos millones de veces en plataformas de música en la primera semana desde su lanzamiento. El 19 de diciembre de 2020, el dúo ganó el premio de música en línea "Cultura Ucrania" en dos categorías: 'Mejor Artista Nuevo' y 'Mejor Sencillo en Inglés' por "Bonfire". El dúo también fue nominado a los YUNA 2021 Music Awards en cuatro categorías, incluido 'Álbum del año'.

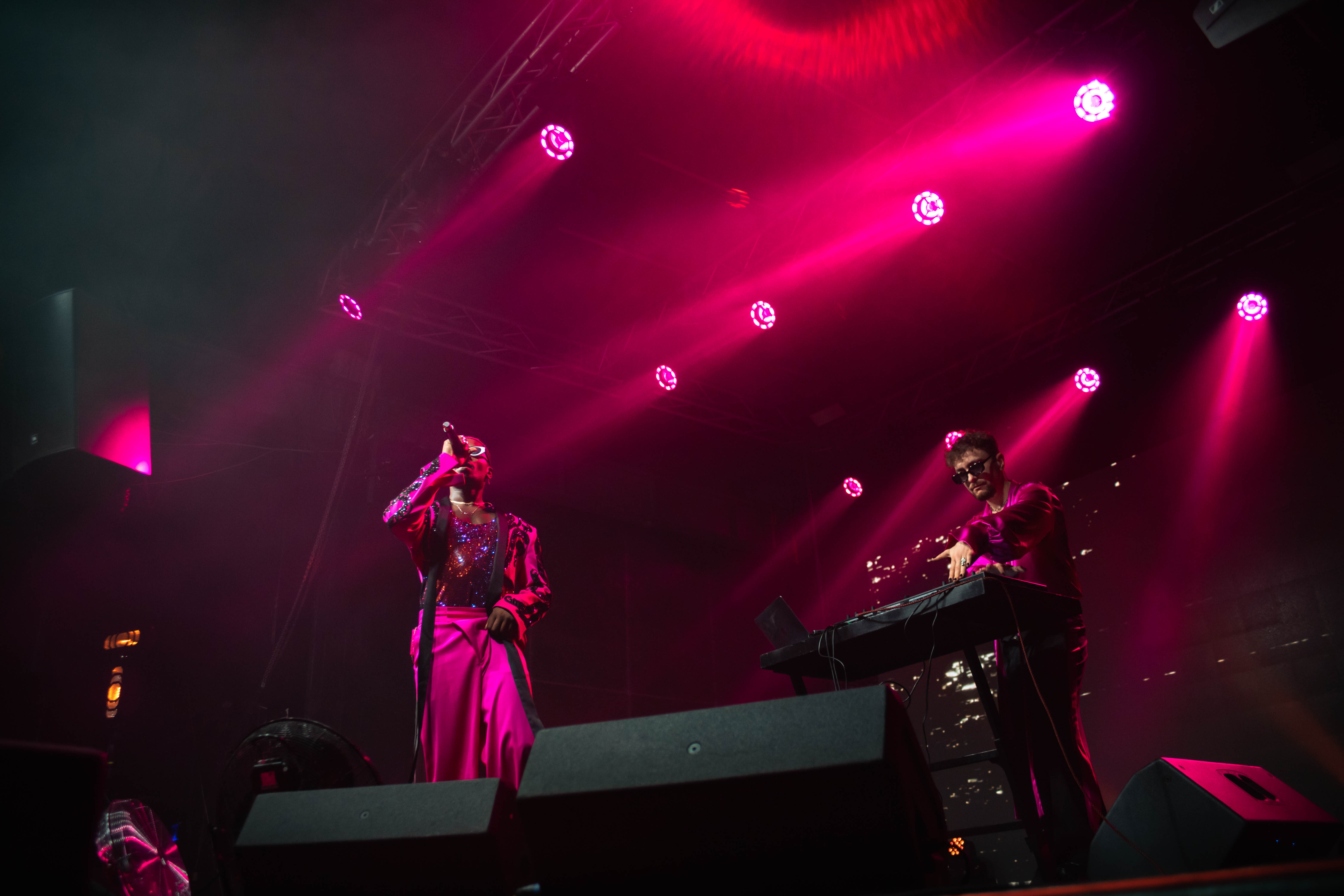
Tvorchi actuando en Gdańsk, Polonia en 2022

En diciembre de 2022, ingresaron a Vidbir 2023 y ganaron la competición con la canción "Heart of Steel", quedando en segundo lugar en la votación del jurado y primero en la votación del público. Así, representarían a Ucrania en el Festival de la Canción de Eurovisión 2023, obteniendo la sexta posición con 243 puntos.

## Videoclips
| Título           | Año  | Álbum         | Director          |
| ---------------- | ---- | ------------- | ----------------- |
| "Molodist"       | 2018 | The Parts     | Morris Ternevich  |
| "Believe"        | 2019 | Disco Lights  | Andrii Obolonchyk |
| "Ne tantsiuiu"   | 2019 | Sin álbum     | Kyrylo Sulyha     |
| "Bonfire"        | 2020 | Sin álbum     | Maksym Hetman     |
| "Mova tila"      | 2020 | Disco Lights  | Andrii Lahutin    |
| "Living My Life" | 2020 | 13 Waves      | Dmytro Dorosh     |
| "Vich-na-vich"   | 2021 | Sin álbum     | Kyrylo Sulyha     |
| "Falling"        | 2021 | Road          | Andrii Lahutin    |
| "Boremosia"      | 2022 | Sin álbum     | Oleksiy Bondar    |
| "Heart of Steel" | 2022 | Ruslan Makhov |                   |